# Myrcia myrtillifolia
Myrcia myrtillifolia là một loài thực vật có hoa trong Họ Đào kim nương. Loài này được DC. mô tả khoa học đầu tiên năm 1828.

## Phân bổ
Myrcia myrtillifolia có nguồn gốc từ Brazil. Nó là một loại cây bụi mọc chủ yếu ở quần xã nhiệt đới khô hạn theo mùa.